# Ак-Таш (Джалал-Абадская область)
Ак-Таш (кирг. Ак-Таш) — село в Чаткальском районе Джалал-Абадской области Кыргызстана. Входит в состав Чаткальского айылного аймака.

## География
Село расположено в западной части области, на правом берегу реки Чаткал, на расстоянии приблизительно 30 километров (по прямой) к западо-юго-западу от села Каныш-Кыя, административного центра района. Абсолютная высота — 1404 метра над уровнем моря.

## Население
Согласно оценочным данным Национального статистического комитета Кыргызской Республики, численность населения села на начало 2023 года составляла 1544 человека.
| год     | 2009 | 2014 | 2015 | 2020 | 2021 | 2023 |
| ------- | ---- | ---- | ---- | ---- | ---- | ---- |
| человек | 1072 | 1184 | 1198 | 1446 | 1491 | 1544 |